# Comuna Dichiseni, Călărași
Dichiseni este o comună în județul Călărași, Muntenia, România, formată din satele Coslogeni, Dichiseni (reședința), Libertatea și Satnoeni.

## Așezare
Comuna se află în partea de sud-est a județului, pe malul stâng al Dunării, la limita cu județul Constanța. Este străbătută de brațul Borcea al Dunării, braț pe malul căruia se află localitățile componente. Prin comună trece șoseaua națională DN3B, care leagă Călărașiul de Fetești.

## Demografie
Componența etnică a comunei Dichiseni
     Români (92,63%)
     Alte etnii (0%)
     Necunoscută (7,37%)
Componența confesională a comunei Dichiseni
     Ortodocși (91,96%)
     Alte religii (0,3%)
     Necunoscută (7,74%)
Conform recensământului efectuat în 2021, populația comunei Dichiseni se ridică la 1.641 de locuitori, în scădere față de recensământul anterior din 2011, când fuseseră înregistrați 1.734 de locuitori. Majoritatea locuitorilor sunt români (92,63%), iar pentru 7,37% nu se cunoaște apartenența etnică. Din punct de vedere confesional, majoritatea locuitorilor sunt ortodocși (91,96%), iar pentru 7,74% nu se cunoaște apartenența confesională.

## Politică și administrație
Comuna Dichiseni este administrată de un primar și un consiliu local compus din 11 consilieri. Primarul, Iulian Radu[*], de la Partidul Național Liberal, este în funcție din 2012. Începând cu alegerile locale din 2024, consiliul local are următoarea componență pe partide politice:
|  | Partid                    | Consilieri | Componența Consiliului | Componența Consiliului | Componența Consiliului | Componența Consiliului | Componența Consiliului | Componența Consiliului | Componența Consiliului |
|  | ------------------------- | ---------- | ---------------------- | ---------------------- | ---------------------- | ---------------------- | ---------------------- | ---------------------- | ---------------------- |
|  | Partidul Național Liberal | 7          |                        |                        |                        |                        |                        |                        |                        |
|  | Partidul Social Democrat  | 4          |                        |                        |                        |                        |                        |                        |                        |

## Istorie
La sfârșitul secolului al XIX-lea, comuna făcea parte din plasa Borcea a județului Ialomița și era formată din satele Dichiseni, Coslogeni și Satnoeni, și din târlele Mandache și Putineiu, având în total 1181 de locuitori. În comună funcționau trei biserici (una în fiecare sat) și o școală mixtă cu 65 de elevi (din care nouă fete). Anuarul Socec din 1925 consemnează comuna în plasa Fetești a aceluiași județ, având în satele Brătieni, Coslogeni, Dichiseni și Satnoeni 2178 de locuitori.
În 1950, comuna a trecut în administrarea raionului Fetești din regiunea Ialomița, apoi (după 1952) din regiunea Constanța și (după 1960) din regiunea București, satul Brătieni luând, în timpul regimului comunist, numele de Liberatatea. În 1968, comuna a revenit la județul Ialomița (reînființat), iar satul Libertatea a fost dezafectat forțat de autoritățile comuniste în 1977 (deși a continuat să figureze în nomenclatorul localităților). În 1981, o reorganizare administrativă regională a dus la transferarea comunei la județul Călărași.

## Monumente istorice
În comuna Dichiseni se află situl arheologic de interes național de la Coslogeni, aflat în zona punctelor „Grădiștea Coslogeni”–„La Clinci”, sit ce cuprinde o așezare neolitică, o așezare fortificată datând din secolele al XII-lea–al XI-lea î.e.n. și o necropolă de incinerație din secolele al V-lea–al IV-lea î.e.n.
În rest, în comună se mai află șase alte obiective incluse în lista monumentelor istorice din județul Călărași ca monumente de interes local. Unul este un alt sit arheologic, aflat tot în zona satului Coslogeni, în punctul „Popina lui Ilie” și care cuprinde vestigiile unei așezări din secolele al XIII-lea–al XI-lea î.e.n. Alte două obiective sunt clasificate ca monumente de arhitectură — biserica „Sfântul Nicolae” (secolul al XIX-lea) din Coslogeni și biserica cu același hram (1805) din Dichiseni. Restul de trei obiective sunt clasificate ca monumente memoriale sau funerare și se află în Coslogeni: o cruce de piatră din secolul al XVIII-lea aflată pe strada ce duce la școală din șoseaua națională; și două cruci de hotar —„crucea de leac” (secolul al XIX-lea) de la schitul Coslogeni și crucea din fața curții lui Gheorghe Constantin Noană (datată 1867).